# 字型
字型或字模是指印刷行業中某一整套具有特定樣式、字重和尺碼的字体，例如一整套用於內文的宋體5號字、一整套用於標題的10號字就叫一套字型。
電腦早期用點陣字，仍然有字型概念，同樣一套風格如中易宋體，一套字型是指一整套15×16點數或一整套24×24點數的字。向量字型出現後，同一套風格字型已不用製作不同點數字型，只需製作一套即可隨意縮放，「字型」與「字体」之間的界限開始模楜。一般的英語使用者同樣分不清「字型」（Font）與「字体」（Typeface）的分別。

## 字型種類
- 點陣字/位圖體(Dot-matrix-fonts/Bitmap-fonts)
- 向量字/矢量體(Vector-fonts/Outline-fonts)
- 曲線邊字/襯線體(Stroke-fonts/Serif-fonts)
- 無線邊字/無襯線體(San-serif-fonts)

## 字型特性

### 尺寸
字型尺寸（size）是指其高度。单位是“点”或“级”（中文也采用“号”做单位），72点相当于1英寸（1 point = 127⁄360 mm = 352.7 µm——约等于352.7微米），而12点则称为1皮卡（pica，或译“派卡”）。如：大小为12点的字可以称作“12级字”。

### 字重
本页说明了粗细字体。下面说明了字体的粗细辨别。

Helvetica Neue 的多种字重

字重（weight），是指相对于字高度的笔画粗细（stroke width）程度。一个字体（typeface）的某个字型（font）的字重常常至少4-6个，其中正常与黑体几乎是必备的：
- 100 - 淡體 Thin ( Hairline )
- 200 - 特細 Extra-light ( ultra-light )
- 300 - 細體 Light
- 350 - 次細 Demi-Light
- 400 - 標準 Regular ( normal / book / plain )
- 500 - 適中 Medium
- 600 - 次粗 Demi-bold / semi-bold
- 700 - 粗體 Bold
- 800 - 特粗 Extra-bold / ( Ultra-bold )
- 900 - 濃體 Black ( Heavy )
- 950 - 特濃 Extra-black ( Ultra-black )

### 倾斜
倾斜（slope / slanted style）的字体称为斜体（italic type）及伪斜体（oblique type）。 

### 宽度
某些字型提供了同一尺寸下的不同宽度（width）。
- compressed
- condensed
- narrow
- normal/regular
- extended
- expanded